# Natalia Issakova
Pour les articles homonymes, voir Issakova.
Natalia Leonidovna Issakova (en russe : Наталья Леонидовна Исакова), née le 23 octobre 1966, est une patineuse de vitesse sur piste courte russe.

## Biographie
Aux Jeux olympiques d'hiver de 1992 à Albertville, Natalia Issakova remporte avec l'équipe unifiée la médaille de bronze du relais féminin 3 000 m.